# Gina Dowding
Gina Dowding, née le 15 juillet 1962 à Londres, est une femme politique britannique.
En 2019 elle est élue députée européenne du Parti vert. Elle cesse de siéger à partir du 31 janvier 2020, date à laquelle son pays quitte l'Union européenne.

## Résultats électoraux

### Chambres des communes
| Élection | Circonscription         | Parti | Parti      | Voix  | %   | Résultats |
| -------- | ----------------------- | ----- | ---------- | ----- | --- | --------- |
| 1992     | Lancaster               |       | Parti vert | 433   | 0,9 | Échec     |
| 2010     | Lancaster and Fleetwood |       | Parti vert | 1 888 | 4,4 | Échec     |

### Parlement européen
| Élection | Circonscription          | Parti | Parti      | Voix    | %    | Résultats |
| -------- | ------------------------ | ----- | ---------- | ------- | ---- | --------- |
| 1999     | Angleterre du Nord-Ouest |       | Parti vert | 56 828  | 5,6  | Échec     |
| 2004     | Angleterre du Nord-Ouest |       | Parti vert | 117 393 | 5,6  | Échec     |
| 2014     | Angleterre du Nord-Ouest |       | Parti vert | 123 075 | 7,0  | Échec     |
| 2019     | Angleterre du Nord-Ouest |       | Parti vert | 216 581 | 12,5 | Élue      |

### Conseil de Comté du Lancashire
| Élection | Quartier                | Parti | Parti      | Voix  | %    | Résultats |
| -------- | ----------------------- | ----- | ---------- | ----- | ---- | --------- |
| 1993     | Lancaster City          |       | Parti vert | 758   | 16,8 | Échec     |
| 1997     | Lancaster Rural Central |       | Parti vert | 290   | 4,0  | Échec     |
| 2013     | Lancaster Central       |       | Parti vert | 1 639 | 38,4 | Élue      |
| 2017     | Lancaster Central       |       | Parti vert | 2 206 | 51,8 | Élue      |

### Conseil municipal du Lancashire
| Élection | Quartier | Parti | Parti      | Voix  | %    | Résultats |
| -------- | -------- | ----- | ---------- | ----- | ---- | --------- |
| 1991     | Castle   |       | Parti vert | 886   | 28,3 | Échec     |
| 1995     | Castle   |       | Parti vert | 912   | 32,4 | Échec     |
| 1999     | Castle   |       | Parti vert | 1 412 | 53,8 | Élue      |
| 2003     | Dukes    |       | Parti vert | 328   | 59,0 | Élue      |
| 2019     | Marsh    |       | Parti vert | 1 174 | 71,4 | Élue      |